# Cetema nigripalpis
Cetema nigripalpis är en tvåvingeart som beskrevs av Savage 1990. Cetema nigripalpis ingår i släktet Cetema och familjen fritflugor.
Artens utbredningsområde är Québec. Inga underarter finns listade i Catalogue of Life.